# Parque Nacional do Vodlozero
O Parque Nacional do Vodlozero (ou Vodlozersky; em russo:  Водлозерский национальный парк) é uma área protegida na Rússia. O parque nacional é localizado no Oblast de Arkhangelsk e República da Carélia, ao redor do Lago Vodlozero. Foi criado no ano de 1991. A direcção de Vodlozersky é localizada em Petrozavodsk.